# Тебю
Тебю (швед. Täby, швед. вимова: [ˈtɛːbʏ] ( прослухати)) — колишня міська територія та адміністративний центр комуни Тебю в лені Стокгольм, Швеція. Населення — 66 292 жителів (2013). Він також був частково розташований в комуні Дандерид та маленька частина комуни Соллентуна. В 2016 році Статистичне управління Швеції включило цю міську територію в міську територію Стокгольма.
Однак, Тебю кюркбю в північній частині комуни Тебю все ще є частиною Валлентуни.
| Населення станом на 2000 | Населення станом на 2000 | Населення станом на 2000 | Населення станом на 2000 | Населення станом на 2000 | Населення станом на 2000 |
| Комуна                   | Населення в Тебю         | Інші міські території    | Інші                     | Усього                   | % від населення комуни   |
| ------------------------ | ------------------------ | ------------------------ | ------------------------ | ------------------------ | ------------------------ |
| Тебю                     | 53 122                   | 6 767                    | 308                      | 60 197                   | 88.25                    |
| Дандерид                 | 4 701                    | 24 817                   | 52                       | 29 570                   | 15.90                    |
| Соллентуна               | 11                       | 57 934                   | 103                      | 58 048                   | 0.02                     |
| Усього                   | 57 834                   | 89 518                   | 463                      | 147 815                  | 39.13                    |